# Richterhammer

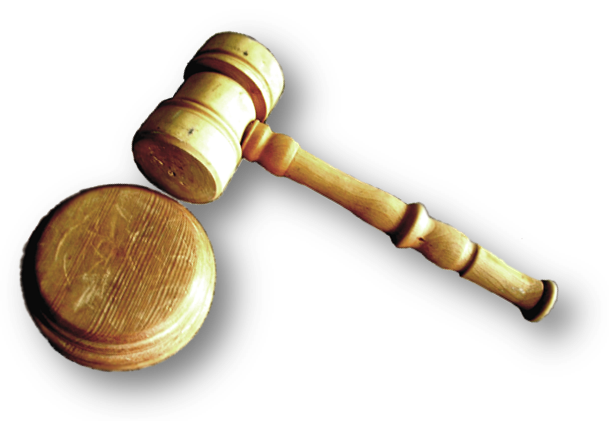
Traditioneller Richterhammer

Ein Richterhammer (engl. gavel) ist ein Hammer, der beispielsweise in den Vereinigten Staaten bei Gericht und im Kongress Verwendung findet. Da dieses Instrument von deutschsprachigen Juristen nicht verwendet wird, gibt es keinen authentischen deutschen Namen hierfür. Neben „Richterhammer“ wird „gavel“ bisweilen als „Holzhammer“, „Gerichtshammer“ oder einfach „Hammer“ übersetzt.

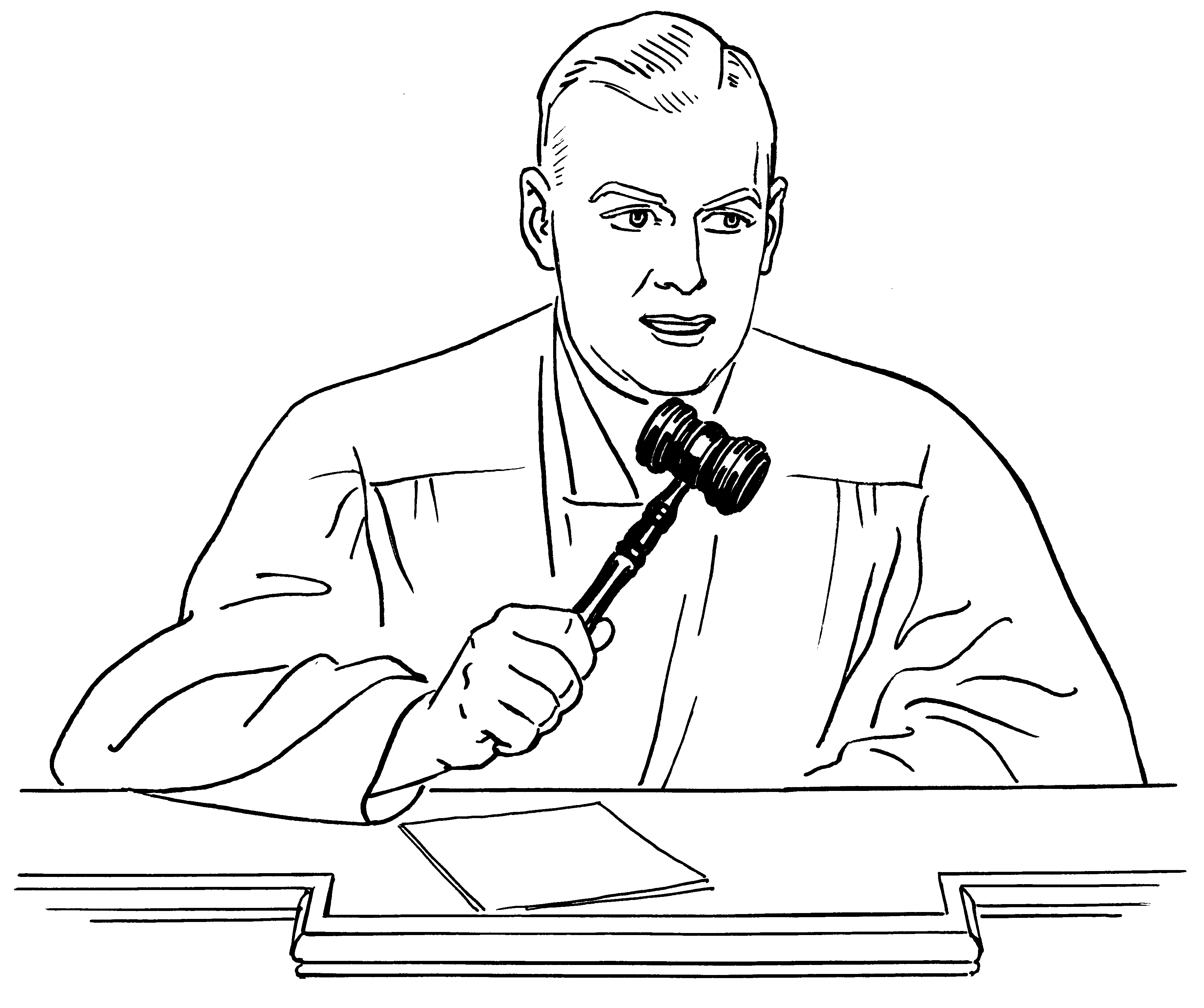
Der Richterhammer in Aktion

## Verwendung
Der Hammer wird von amerikanischen Richtern bei der Entscheidungsverkündung verschiedener Straffälle verwendet. Das Benutzen des Hammers signalisiert, dass während oder am Ende der Verhandlung ein Beschluss durch das Gericht getroffen wurde. Er wird auch geschlagen, um Aufmerksamkeit zu erzeugen oder die Beteiligten der Gerichtsverhandlung und das Publikum zur Ordnung zu rufen. Der Richterhammer wird meistens auf ein Stück Holz geschlagen, das sogenannte Resonanzholz, oder auch Klangholz. In England, Deutschland und Österreich wird der Richterhammer nicht verwendet.

## Beschaffenheit
Der Hammer ist gewöhnlich aus Hartholz, mit beidseitiger Bahn und einem Griff. Er wird gegen einen Resonanzblock aus Holz geschlagen. Er gilt in den Vereinigten Staaten als ein Symbol für die Autorität des Richters, des Rechts und der Gerechtigkeit.